# Іда Турай
Іда Турай (угор. Turay Ida, 27 вересня 1907 — 2 червня 1997) — угорська актриса театру та кіно.

## Біографія
Народилася у сім'ї художника Мартина Олександра Турмаєра та Лілі Клари Жабаткай. Матір померла, коли Іда мала 9 років, батько у цей час став італійським військовополоненим. Іда жила та навчалася у монастирській середній школі. Згодом вчилася у Національній академії драматичного мистецтва. Перший успіх прийшов до неї у віці 16 років, коли вона зіграла роль у театральній виставі «Осине гніздо» (1924).
У 1956 році, під час антикомуністичної революції, скориставшись відкритістю кордонів, виїхала за кордоном із чоловік Іштваном Бекеффі. Причина еміграції була не політичною — чоловік вважав, що в Угорщині в них немає перспектив.
У 1977 році вони повернулись на батьківщину. Виступала у будапештському театрі Талія.

## Вибрана фільмографія
- Новий родич (1934)
- Ida regénye   (Роман Іди)  (1934)
- Ez a villa eladó   (Вілла на продаж)  (1935)
- Pesti mese  ( Повість про Будапешт ) (1937)
- Hotel Kikelet   (Готель Весна)  (1937)
- A kölcsönkért kastély   (Запозичений замок)  (1937)
- Rézi Friday  (1938)
- Magda Expelled  (Вигнання Магди) (1938)
- Egy szoknya, egy nadrág   (Одна спідниця, одні штани)  (1943)
- Janika  (Яніка) (1949)
- Allami Áruház  (1953)
- The Liar  (Брехун) (1961)
- Csínom Palko  (1973)